# بیلزن
بیلزن (به آلمانی: Bilsen) یک شهر در آلمان است که در پینبرگ واقع شده‌است. بیلزن ۷۶۲ نفر جمعیت دارد.